# Pleiades (Schiff)
Die USS Pleiades (AK-46) wurde ursprünglich für Rumänien als Passagier- und Frachtmotorschiff Mangalia gebaut. Die USA beschlagnahmte das Schiff 1941 und nutzte es in der US Navy als Angriffstransporter. 1945 wurde es als Scepter aufgelegt und 1968 abgewrackt.

## Bau und technische Daten
Das Schiff wurde auf Bestellung der staatlichen rumänischen Reederei Serviciul Maritim Român (SMR) auf der Werft Cantieri Navali Riuniti im Werk Palermo unter der Baunummer 137 auf Kiel gelegt. Der Stapellauf fand im Dezember 1939 unter dem Namen Mangalia – der gleichnamigen Stadt Mangalia in Rumänien – statt, die Indienststellung erfolgte im März 1940. Auf dieser Werft wurden auch die von der SMR bestellten Schwesterschiffe Sulina, Cavarna und Balcic gebaut.
Ihre Länge betrug 116,20 Meter über alles, sie war 15,44 Meter breit und wies einen Tiefgang von maximal 7,13 Metern auf. Sie war mit 3495 BRT bzw. 2022 NRT vermessen und hatte eine Tragfähigkeit von 5000 tdw. Der Antrieb bestand aus einem Fiat-Sechszylinder-Zweitakt-Dieselmotor, dessen Leistung 3200 PS betrug. Dieser wirkte auf eine Schraube, das Schiff erreichte eine Geschwindigkeit von 15,5 Knoten. Die Reichweite betrug bei 12 Knoten 9125 Seemeilen. Neben der Besatzung von ursprünglich 44 Mann konnte das Schiff bis zu 16 Passagiere aufnehmen.

## Geschichte

### Rumänisches KombischiffMangalia
Nach Ablieferung der Werft an die Reederei im März 1940 wurde Constanța Heimathafen der Mangalia. Das Schiff war für den neuen Atlantik-Dienst der Reederei vorgesehen. Am 29. April verließ die Mangalia den Hafen von Constanța und fuhr nach New York. Anschließend wurde das Schiff dort aufgelegt. Nach dem Kriegseintritt Rumäniens auf Seiten der Achsenmächte am 21. Juni 1941 beschlagnahmte die United States Maritime Commission die Mangalia am 25. Juni 1941 in New York.

### Umbau zum AngriffstransporterUSS Pleiades(AK-46)
Das an die War Shipping Administration übergebene Schiff erwarb die United States Navy am 11. August 1941 und ließ es auf der Werft Robins Dry Dock Co. in Brooklyn, New York, zu einem Angriffstransporter umbauen, der Militär und Nachschubgüter in Kriegsgebiete transportieren sollte. Nach den Umbauplänen sollte das Schiff neben den 50 Mann Besatzung weitere 110 Soldaten und Offiziere aufnehmen können. Als Bewaffnung waren vier 20-mm-Flak geplant, allerdings wurden zunächst nur vier 12,7-mm-Maschinengewehre eingebaut. Dazu sollten zwei 76-mm-Geschütze kommen, nur eines wurde im Jahr des Umbaus installiert. Die vorgesehene Bewaffnung wurde bis März 1943 komplettiert, die Besatzungsstärke lag nun bei 94 Offizieren und Mannschaften. Die Übernahme erfolgte am 3. September als USS Pleiades (AK-46), die Indienststellung am 25. Oktober 1941.

### Einsätze derUSS Pleiades(AK-46)
Die US Navy setzte das Schiff zunächst in den alliierten Geleitzügen über den Atlantik nach Großbritannien ein. Ab dem 22. November 1941 fuhr die Pleiades vor allem in HX-Geleitzügen und den langsameren SC-Geleitzügen von Halifax nach Großbritannien und auf ON-Geleitzügen zurück. Von 1941 bis Juli 1943 überquerte sie rund zehnmal den Atlantik in Richtung Europa. Von diesen Konvois war der Geleitzug SC 107 am gefährlichsten: Vom 1. November bis 6. November 1942 griffen deutsche U-Boote den aus 42 Schiffen bestehenden Geleitzug an und versenkten 15 von ihnen.
Im Sommer 1943 kamen für die Pleiades weitere Fahrtgebiete dazu, als sie auf Routen in die Karibik und nach Brasilien eingesetzt wurde, bevor es im November 1943 wieder auf die Nordatlantik-Route ging. Im Folgejahr wurde sie noch zum Versorger für Kampfeinheiten („General Store Issue ship“) umgebaut, wechselte von Juli bis Oktober 1944 ins Mittelmeer und unterstützte dort Anfang September als Flaggschiff einen Konvoi von Infanterielandungsbooten (LCI) bei der Invasion in Südfrankreich. Anschließend verlegte sie zurück in die Vereinigten Staaten und erreichte Boston am 29. Oktober 1944. Von New York aus verkehrte sie wieder nach Brasilien, ging im Januar 1945 für Reparaturen in die Werft und verkehrte bis November 1945 in die Karibik.
Am 21. November 1945 wurde die Pleiades außer Dienst gestellt, in Scepter umbenannt und der Reserveflotte zugeordnet. Ohne je wieder zum Einsatz gekommen zu sein, wurde das Schiff 1968 abgewrackt.